# لئو پانیچ
لئو ویکتور پانیچ (Leo Victor Panitch)‏ FRSC‏ (۳ می ۱۹۴۵ – ۱۹ دسامبر ۲۰۲۰)، استاد برجسته تحقیقاتی علوم سیاسی و رئیس تحقیقات کانادا در بخش اقتصاد سیاسی مقایسه‌ای در دانشگاه یورک بود. در ویرایش‌های سال ۱۹۸۵ تا ۲۰۲۱ او به عنوان یکی از سردبیران سوشالیست رجیستر بود که خود را به عنوان «نظرسنجی سالانه جنبش‌ها و ایده‌ها از نقطه نظر استقلال چپی‌های جدید» توصیف می‌کرد. خود پانیچ رجیستر را به گونه‌ای می‌دید که در توسعه چارچوب مفهومی مارکسیستی برای پیشرفت یک جایگزین سوسیالیستی دموکراتیک، تعاونی و تساوی طلبی در برابر رقابت، استثمار و ناامنی سرمایه‌گرایی نقش بزرگی بازی می‌کند.
پانیچ از زمانی که در سال ۲۰۰۲ میلادی به عنوان رئیس تحقیقاتی کانادا گماشته شد، بر تحقیقات علمی و نوشتن در امر پخش کاپیتالیسم جهانی متمرکز بود. او استدلال می‌کرد که این فرایند جهانی شدن توسط دولت آمریکا از طریق آژانس‌هایی مثل وزارت خزانه‌داری ایالات متحده و ذخیره فدرال رهبری می‌شود. پانیچ جهانی شدن را به عنوان یک نوع امپریالیزم می‌دید، اما استدلال می‌کرد که امپراطوری آمریکا یک امپراطوری «غیررسمی» است که در آن ایالات متحده قواعد را برای تجارت و سرمایه‌گذاری در شراکت با سایر کشورهای کاپیتالیست مستقل اما کمتر قدرت‌مند تعیین می‌کند. کتاب او با عنوان «پیدایش کاپیتالیسم جهانی: اقتصاد سیاسی امپراطوری آمریکای» (۲۰۱۲) که با دوست نزدیک و همکارش در دانشگاه سام گیندین نوشته شده‌است، توسعه جهانی شدن با رهبری آمریکا را در بیش از یک قرن پیگیری می‌کند. در سال ۲۰۱۳، این کتاب جایزه یادبود دویچر (Deutscher) را در بریتانیا برای بهترین و خلاقانه‌ترین اثر در مورد سنت مارکسیستی به‌دست آورده و در سال ۲۰۱۴ میلادی جایزه ریک دیویدسن/کتاب SPE را برای بهترین کتاب در اقتصاد سیاسی توسط یک کانادایی از آن خود کرد.
پانیچ مؤلف بیش از ۱۰۰ مقاله علمی و نه کتاب شامل سیاست‌های طبقه کارگر در شرایط بحران: «مقالاتی در مورد کارگران و دولت» (۱۹۸۶)، «پایان سوسیالیسم پارلمانی: از چپی‌های جدید به کارگران جدید» (۲۰۰۱) و «تجدید سوسیالیسم: دگرگونی دموکراسی، استراتژی و تصور» (۲۰۰۸) است که در ان او استدلال کرده‌است کاپیتالیسم ذاتاً ناعادلانه و غیردموکراتیک است.

## اوان زندگی و تحصیلات
پانیچ در ۳ می ۱۹۴۵ در وینیپگ، منیتوبا، کانادا به‌دنیا آمده‌است. او در انتهای شمالی وینیپیگ، یک منطقه طبقه کارگر بزرگ شد، به گونه‌ای که چند دهه بعد مشاهده نمود، «بیشتر افراد با گرایش سیاسی چپ رادیکال» از این منطقه عرض اندام کردند. والدین او مهاجرین یهودی اوکراینی بودند. پدرش، ماکس پانیچ، در اوکراین شمالی شهر اوشیتسا به‌دنیا آمد، اما زمانی که خانوواده او در سال ۱۹۱۲ به وینیپیگ مهاجرت کردند او در بخاریست رومانیا با یک برادر مذهبی پرشور خود باقی ماند. او در سال ۱۹۲۲ میلادی به آن‌ها ملحق شد و در آن زمان به خوبی در راه یک سوسیالیست شدن و حامی صهیونیسم کارگری پیش می‌رفت. او به عنوان یک کارمند فاضلاب و برش کننده بالاپوش‌های خز (یک ارستوکرات تجارت سوزن) در جنبش کارگری وینیپیگ و مانیتوبا CCF و جانشین او، حزب جدید دموکراتیک مانیتوبا (NDP) فعال بود.
مادر پانیچ، سارا، یتیم دختری از ریون در اوکراین مرکزی بود که در سال ۱۹۲۱ میلادی در سن ۱۳ سالگی همراه با یگانه خواهر بزرگش، رُز، به وینیپیگ آمد. مکس و سارا در سال ۱۹۳۰ میلادی ازدواج کردند. برادر بزرگتر پانیچ، هرش، در سال ۱۹۳۴ میلادی به‌دنیا آمد.
پانیچ در یک مدرسه یهودی سکولار به آموزش پرداخت که پس از یک نویسنده لهستانی-ییدیش به نام «آی. ال. پرز» نام‌گذاری شده بود. پانیچ در جریان کنفرانسی در مورد رادیکالیسم یهودی در وینیپیگ که در سال ۲۰۰۱ میلادی برگزار شده بود، گفت که این مدرسه از انجمن‌های کمک متقابل برادرانه سوسیالیستی که مهاجران یهودی تأسیس کرده بودند، رشد کرده‌است. این‌ها شامل حلقه Arbeiter که به عنوان حلقه کارگران نیز شناخته می‌شود، بودند. پانیچ در کنفرانس گفت که اولین اعلامیه اصول آن که در سال ۱۹۰۱ میلادی به تصویب رسید، با این جمله آغاز شد: «روح حلقه کارگر، آزادی اندیشه و تلاش در جهت همبستگی کارگران، وفاداری به منافع طبقه خود در مبارزه علیه ظلم و استثمار است». وی افزود: «با تکثیر و گسترش چنین نهادهایی در جامعه یهودی، برای تعداد زیادی از مردم و برای چندین دهه آینده، یهودی بودن به ویژه در شهری مانند وینیپگ به معنای رادیکال بودن تبدیل شده‌است».
پانیچ در سال ۱۹۶۷ میلادی مدرک لیسانس هنرها را در اقتصاد و علوم سیاسی از دانشگاه مانیتوبا دریافت کرد. در جریان سال‌های لیسانس، او متوجه شد که چقدر نوشته‌های کارل مارکس و تکامل امپریالیسم تاریخی او را در فهمیدن کاپیتالیسم و رابطه آن با دولت کمک کرده‌است. یکی از استادانش، سای گونیک، او را با ایده‌های در مورد دموکراسی صنعتی آشنا ساخت که در آن کارگران محل کار خود را خودشان کنترل و مدیریت می‌کنند. پانیچ می‌نویسد که نسل دهه ۱۹۶۰ چپی‌های جدید، با «تجربه ما و مشاهده نابرابری‌ها، غیرمنطقی‌ها، عدم تحمل‌ها و سلسله مراتب جوامع سرمایه‌داری خودمان" به سوی سوسیالیسم سوق داده شد».
پانیچ در سن ۲۲ سالگی وینیپیگ را ترک کرده و به لندن، انگلستان رفت، جاییکه او کارشناسی ارشدش را در سال ۱۹۶۸ میلادی از دانشکده اقتصاد لندن (LSE) و دکترایش را در سال ۱۹۷۴ میلادی از LSE به دست آورد. تز دکترایش با عنوان حزب کارگر و اتحادیه‌های تجاری بود که در سال ۱۹۷۶ میلادی در سوسیال دموکراسی و جنگ صنعتی توسط انتشارات دانشگاه کمبریج به چاپ رسید. جامعه‌شناس بریتانیایی رالف میلیباند مشاور تز او بود.

## کارهای علمی، آثار نوشتاری و فعالیت
پانیچ میان سال‌های ۱۹۷۲ و ۱۹۸۴ میلادی در دانشگاه کارلتون تدریس کرد، از سال ۱۹۸۴ در دانشگاه یورک استاد علوم سیاسی بود و از سال ۱۹۸۸ تا ۱۹۹۴ میلادی به عنوان رئیس دپارتمان علوم سیاسی کارلتون بود. او در سال ۲۰۰۲ میلادی به عنوان رئیس تحقیقاتی کانادا در اقتصاد سیاسی مقایسه‌ای در یورک گماشته شد. این گمارش در سال ۲۰۰۹ میلادی دوباره تمدید یافت. تحقیقات او شامل بررسی کردن نقش دولت آمریکا و مؤسسات چند ملیتی در تکامل کاپیتالیسم جهانی می‌شد.
پس از نوشته او دولت کانادا: اقتصاد سیاسی و قدرت سیاسی در سال ۱۹۷۷ میلادی در انتشارات دانشگاه تورنتو به چاپ رسید، پانیچ یکی از سردبیران کل سلسله کتاب‌های دولت و زندگی اقتصادی در سال ۱۹۷۹ بود که تا سال ۱۹۹۵ میلادی در آن سمت باقی ماند. او همچنین یکی از اساس‌گذاران مجله علمی کانادائی مطالعات اقتصاد سیاسی در سال ۱۹۷۹ بود و در ایجاد مؤسسه اقتصاد سیاسی کارلتون در دهه ۱۹۸۰ نقش بازی کرد.
او از لحاظ سیاسی در جنبش کانادای مستقل سوسیالیست و کمیته اوتاوا برای جنبش کارگری، دو جانشین سازمانی The Waffle پس از این‌که در اوایل دهه ۱۹۷۰ از NDP رانده شد، فعال بود. در دهه ۱۹۸۰ او یک ستون نویس منظم برای مجله سوسیالیست مستقل، بعد کانادایی – Canadian Dimension، بود و در حلقات سیاسی سوسیالیستی، مخصوصاً پروژه سوسیالیستی در تورنتو فعال باقی ماند. او در سال ۱۹۹۵ میلادی به عنوان عضو علمی انجمن شاهی کانادا معرفی شد و همچنین عضو مؤسسه مارکسیستی و کمیته مطالعات سوسیالیستی همچنین اتحادیه علوم سیاسی کانادا بود.
به علاوه ۳۳ جلد سالانه Socialist Register که از سال ۱۹۸۵ ویراستاری کرد، او مؤلف بیش از ۱۰۰ مقاله علمی و نُه کتاب شامل از رضایت تا اجبار: حمله بر آزادی اتحادیه تجاری؛ یک دولت متفاوت: قدرت مردمی و اداره دموکراتیک؛ پایان سوسیالیسم پارلمانی: از چپی جدیدب ه کارگر جدید؛ امپراطوری آمریکا و اقتصاد سیاسی مالیه جهانی؛ و داخل و خارج بحران: شکست جهانی مالی و گزینه‌های باقی‌مانده بود. پانیچ Register را به عنوان یک رابط مهم میان سیاسیت‌های چپی جدید و رادلف میلیباند، استادش و اساس‌گذار ۱۹۴۶ مجله، می‌دید. پانیچ به عنوان سردبیر تلاش کرد تا آثاری تولید نماید که نثر آن به راحتی قابل خواندن بوده اما هضم محتویات آن مشکل باشد.
در سمپوزیوم «جهانی شدن، عدالت و دموکراسی» در دانشگاه دهلی در ۱۱ نوامبر ۲۰۱۰، پانیچ از کتابش داخل و خارج بحران (با گلیگ آلبو و سام گندین) استفاده کرد. این کتاب و سمپوزیم استدلال کردند که نبود جاه‌طلبی چپی‌ها در جریان بحران اقتصادی جهانی، ضعیف‌تر از نبود ظرفیت آن‌ها بود. او اصلاحات فوری را طرح کرد که می‌توانست منجر به تغییرات بنیادی در روابط طبقاتی، شامل ملی سازی بانک‌ها برای تبدیل کردن آن به خدمات عمومی؛ تقاضای حقوق بازنشستگی جهانی برای جاگزینی حقوق‌های خصوصی تأمین شده توسط کارفرما؛ و مراقبت‌های رایگان پزشکی، تحصیل و ترانزیت عمومی برای فرار از تلاش کاپیتالیسم برای تبدیل کردن نیازهای عمومی به کالاهای مصرفی قابل فروش و سودآور شود.

## زندگی شخصی
پانیچ در سال ۱۹۶۷ میلادی با میلانی پولوک از وینیپیگ ازدواج کرد. خانمش به مدت زیاد فعال و مدافع حقوق بشر بود و در دانشکده مطالعات معلولیت در دانشگاه ریرسن در تورونتو تدریس می‌کرد. میلانی پانیچ در سال ۲۰۰۶ میلادی دکترایش را در بهزیستی اجتماعی از دانشگاه شهری نیویورک به‌دست‌آورد. تز او، در مورد تاریخچه انجمن کانادایی برای زندگی اجتماعی، بر کمپین‌های مادران برای بستن موسسات و به دست آوردن حقوق بشر برای کانادایی‌های معلول متمرکز بود. در سال ۲۰۰۷ تز او تحت عنوان معلولیت، مادران و سازمان: فعالان تصادفی منتشر شد.
پانیچ و خانمش صاحب دو فرزند شدند. ماکسیم یک عکاس، نویسنده و قهرمان اسکربل و ویدا یک استاد فلسفه در دانشگاه کارلتون در اوتاوا، اونتاریو است.
پانیچ به سه زبان: انگلیسی، فرانسوی و عبری صحبت می‌کرد. او و خانمش در تورنتو، اونتاریو زندگی می‌کردند.
لئو پانیچ در ۱۹ دسامبر ۲۰۲۰ در اثر کم خونی ویروسی توأم با کووید-۱۹ در جریان همه‌گیری کووید-۱۹ در اونتاریو که در جریان درمان مولتیپل میلوما در بیمارستان به آن مبتلا شده بود، در گذشت.

## ارجاعات
1. ↑  Hurl & Christensen 2016, p. 183.
2. ↑  Panitch, Leo (August 7, 2014). "Interview – Leo Panitch". E-International Relations. Interviewed by Fletcher, Louis. Archived from the original on December 22, 2020. Retrieved July 15, 2020.
3. ↑  Palmer 2017, p. 326.
4. ↑  "Friday March 8, 2019 Full Transcript". The Current (به انگلیسی). CBC Radio. March 8, 2019. Archived from the original on July 18, 2019. Retrieved 2020-12-22.
5. ↑  "Canada Research Chairs: Leo V. Panitch". Government of Canada. Archived from the original on 23 January 2015. Retrieved 23 January 2015.
6. ↑  "Socialist Register". Socialist Register. Archived from the original on 9 February 2015. Retrieved 10 February 2015.
7. ↑  Panitch 2013.
8. 1 2  Charters, Susan, ed. (2015). Canadian Who's Who. Vol. XLVIII. Third Sector Publishing; University of Toronto Press. p. 936. ISBN 978-1-928170-01-3. ISSN 0068-9963.
9. 1 2  Panitch & Gindin 2012.
10. ↑  "Past Recipients". Deutscher Memorial Prize. Archived from the original on 27 February 2015. Retrieved 6 February 2015.
11. ↑  "Book Prize in Political Economy". Studies in Political Economy. Archived from the original on March 31, 2015. Retrieved March 20, 2015.
12. ↑  Panitch 2008; Panitch و Gindin ۲۰۱۲.
13. ↑  Panitch, Leo (June 28, 1997). "Why Was Winnipeg a Hotbed for Radicals?". The Globe and Mail. Toronto. p. D12.
14. ↑  "Beloved teacher and public thinker Leo Panitch has died of COVID-19". thestar.com (به انگلیسی). 2020-12-21. Retrieved 2020-12-26.
15. ↑  "Manitoba History: The Jewish Community of Winnipeg and the Federal Election of 1935 in Winnipeg North". www.mhs.mb.ca. Retrieved 2020-12-26.
16. ↑  "Leo Panitch (1945–2020)". jacobinmag.com (به انگلیسی). Retrieved 2020-12-26.
17. 1 2 3 4  Panitch 2003.
18. ↑  Panitch 2008.
19. ↑  "Leo Panitch (Bio and Stories)". Parkland Institute. Archived from the original on April 6, 2015. Retrieved March 24, 2015.
20. ↑  Panitch 1977.
21. ↑  "Socialist savant: Leo Panitch (1945-2020)". canadiandimension.com (به انگلیسی). 2021-01-18. Retrieved 2021-05-12.
22. ↑  "Leo Panitch". Fernwood Publishing. Archived from the original on April 2, 2015. Retrieved March 24, 2015.
23. ↑  "Canadian Dimension, about us". Canadian Dimension. Archived from the original on March 20, 2015. Retrieved March 24, 2015.
24. ↑  "Inventory of the Leo Panitch fonds". York University. Archived from the original on 19 September 2015. Retrieved 23 January 2015.
25. ↑  Maher, Stephen (23 December 2020). "Leo Panitch and the Socialist Project". Jacobin Magazine. Retrieved 23 December 2020.
26. ↑  Leo Panitch. "Web Transcript" (PDF). socialistproject.ca. Archived (PDF) from the original on September 24, 2015. Retrieved March 24, 2015.
27. ↑  "School of Disability Studies". Ryerson University. Archived from the original on April 19, 2015. Retrieved April 18, 2015.
28. ↑  "Disability, Mothers, and Organization: Accidental Activists". Routledge. Archived from the original on April 19, 2015. Retrieved April 18, 2015.
29. ↑  "Artist's Book of the Moment". Art Gallery of York University. Archived from the original on April 19, 2015. Retrieved April 18, 2015.
30. ↑  "Profile: Vida Panitch". Carleton University. Archived from the original on 2017-12-10. Retrieved 2017-09-02.
31. ↑  Jiang, Kevin (December 21, 2020). "Beloved teacher and public thinker Leo Panitch has died of COVID-19". Toronto Star. Archived from the original on December 21, 2020. Retrieved December 21, 2020.
32. ↑  Solty, Ingar (24 December 2020). "Leo Panitch Was a Mentor for a New Generation of Socialists". Jacobin magazine. Retrieved 25 December 2020.[پیوند مرده]